# Франц Йозеф Губер
Франц Йозеф Губер (нім. Franz Josef Huber; 22 січня 1902, Мюнхен — 30 січня 1975, Мюнхен) — німецький офіцер, один з керівників гестапо, бригадефюрер СС і генерал-майор поліції (9 листопада 1942).

## Біографія
1926 року вступив на службу в політичну поліцію Мюнхена (4-й відділ). Займався питаннями контролю за правими партіями. 19 квітня 1927 року переведений до кримінальної поліції, серед інших питань займався боротьбою з нацистським рухом. У 1933 році в числі інших співробітників політичної поліції переведений Райнгардом Гейдріхом у баварську політичну поліцію секретарем. Спочатку працював у відділі II 1 С (Австрія). 24 квітня 1934 року переведений у гестапо, де керував службою II 1 С — реакційні сили, позиція і питання, що стосуються Австрії. У 1935 році вступив у СС (посвідчення №107 099), у 1937 році — в НСДАП (квиток №4 583 151). Один з організаторів підготовки аншлюсу Австрії. Після аншлюсу в 1938 році переведений у Відень на посаду начальника поліції. Керував слідством у справі замаху на Адольфа Гітлера, здійсненого Йоганном Георгом Ельзером. З березня 1942 року — інспектор поліції безпеки і СД в центральному апараті гестапо. Один з найближчих співробітників і особистий друг Генріха Мюллера. З 1 грудня 1944 року — інспектор поліції безпеки і СД у Відні.

## Нагороди
- Почесний кут старих бійців із зіркою для колишніх службовців поліції та вермахту
- Кільце «Мертва голова»
- Почесна шпага рейхсфюрера СС
- Медаль «У пам'ять 13 березня 1938 року»
- Медаль «У пам'ять 1 жовтня 1938»
- Медаль «За вислугу років у поліції» 3-го ступеня (8 років)
- Хрест Воєнних заслуг 2-го класу з мечами